# Goslar
Goslar, teljes nevén Goslar Alte Kaiserstadt (Goslar Régi Császárváros) egy német város, tartományi körzet központja Alsó-Szászország tartományban. Része az UNESCO világörökségének.

## Fekvése
Goslar Alsó-Szászország déli részén, a Harz hegység északi vonulatainál helyezkedik el, 175-763 méter tengerszint feletti magasság között. A városközpont 255 méter magasan található. A városon keresztülfolyik a Gose folyó, ami egy mellékfolyója az Oker folyónak. A legközelebbi nagyvárosok Hildesheim, Braunschweig, Magdeburg, Göttingen és Hannover.

### Városrészei
- Altstadt: Óváros, részei a Felső-, Alsó- és Belváros
- Hahndorf: Északra a településtől, falusias jellegű
- Hahnenklee: Gyógyüdülő és pihenőhely a Felső-harzban
- Jerstedt: falusias jellegű falu az város északnyugati részén
- Jürgenohl: Az Óváros északi lakónegyede
- Ohlhof: A város északkeleti lakónegyede
- Oker: ipari jellegű városrész
- Sudmerberg: keleti lakónegyed
- Georgenberg mit Kattenberg: az Óvároshoz közeli lakónegyed
- Rammelsberg mit Siemensviertel und Rosenberg: az Óváros déli lakónegyede
- Steinberg: az Óváros nyugati lakónegyede
- Baßgeige: az óváros északnyugati részén lévő kézműipari rész

## Története
Már a rómaiak idején is úgy ismerték a Harz hegységet, mint Európa egyik legjelentősebb érclelőhelyét, emiatt neve hamar felkerült a térképekre. A várost a rammelbergi
gazdag ezüst és ólomércbányák közelsége hozta létre, 922-ben I. Madarász Henrik német király alapította. Már a 11. században II. Henrik a közeli Rammelsbergi ezüstbánya miatt itt építtette fel a császári székhelyét. A Rammelsbergen a 3. század óta folyt az érc kitermelése, egészen 1988-ig. 1253-ban Wilhelm von Holland Szabad Birodalmi és Hanza-várossá tette. Ez többek között önállóságot hozott a városnak. 1530 és 1637 között 28-an estek áldozatul a boszorkányüldözéseknek.
Goslar a harmincéves háború során a katolikus oldalon harcolt. II. Gusztáv Adolf svéd király 1632-ben megbüntette a várost az ellenséggel való együttműködés miatt. 1642-ben megbukott és átruházta goslari jogait a császár a Welfekre.
1803-ban a város elvesztette a jogait és átmenetileg porosz irányítás alá került. 1807-ben A Tilsiti béke után Napóleon császár az újonnan létrehozott Vesztfáliai Királysághoz csatolta. A napóleoni háborúk után a bécsi kongresszus a Hannoveri Királyságnak ítélte.

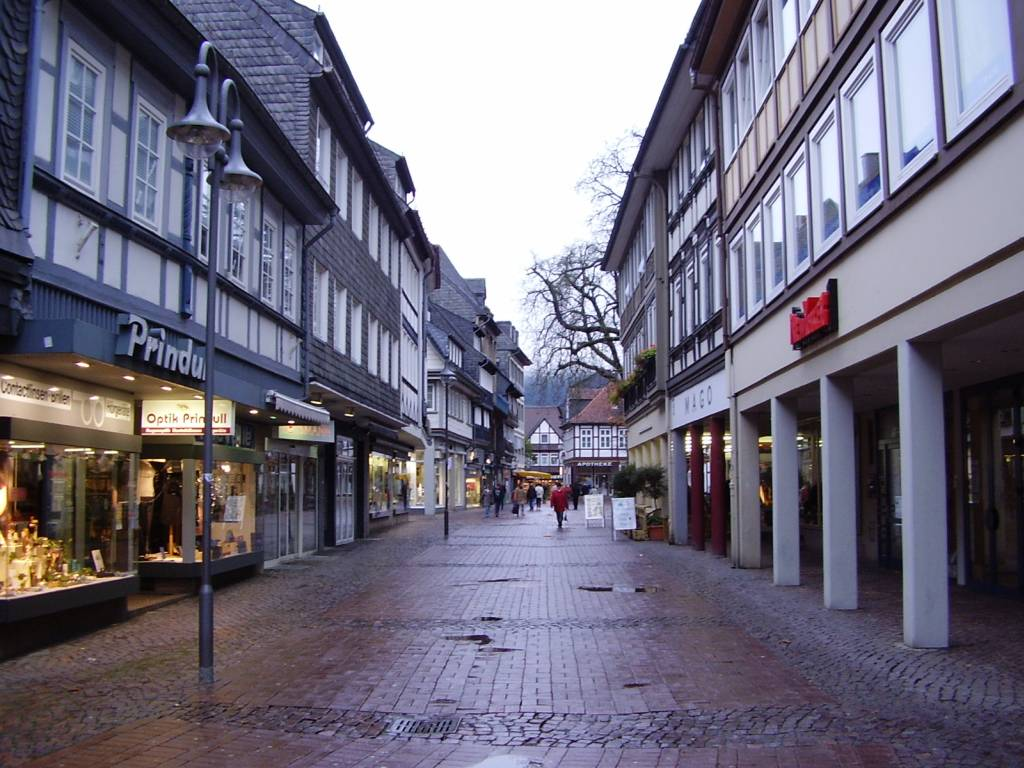
Goslari utcarészlet

1824-ben Heinrich Heine meglátogatta a várost. Itt írt a harzi útjáról. A 19. században a város gazdaságilag hanyatlott, az épületek omladoztak. A III. Birodalom alatt a város nagyon fontos kitermelési központ, úgynevezett Reichsbauernstadt lett, ezért komoly fejlesztésekre került sor. 1935-től 1945-ig a Wehrmacht egyik fontos helyőrség-városa volt, több vadász-századdal. Az SS is üzemeltetett itt tisztiiskolát.
A második világháború után a város a brit megszállási övezetbe került egész Alsó-Szászországgal együtt. Az angol hadiigazgatás létrehozott egy úgynevezett DP-tábort. A 60-as, 70-es években érkeztek az első dél-európai vendégmunkások Goslarba,, akiket döntően a nehézipar foglalkoztatott.
1988-ban végleg leállt a termelés a Rammelsbergi-tárnákban, majd ezután bányamúzeumot alakítottak ki. 1992-ben az Óváros és a bánya megkapta az UNESCO-Világörökség része címet.

## Népességszám-változás

Lakosságszám-változás

| Év   | Lakónépesség |
| ---- | ------------ |
| 1821 | 7.547        |
| 1848 | 9.748        |
| 1871 | 11.900       |
| 1885 | 15.997       |
| 1905 | 23.640       |
| 1925 | 27.881       |

| Év   | Lakónépesség |
| ---- | ------------ |
| 1933 | 29.538       |
| 1939 | 34.371       |
| 1946 | 47.855       |
| 1950 | 53.804       |
| 1956 | 53.236       |

| Év   | Lakónépesség |
| ---- | ------------ |
| 1961 | 54.151       |
| 1968 | 53.819       |
| 1970 | 52.649       |
| 1975 | 53.963       |
| 1980 | 52.556       |

| Év   | Lakónépesség |
| ---- | ------------ |
| 1985 | 49.636       |
| 1990 | 46.251       |
| 1995 | 46.142       |
| 2000 | 44.278       |
| 2005 | 43.119       |

(1968. december 31-ei állapot)

## Politika

### Városi tanács
A városi tanács 2006. szeptember 10. óta:
- SPD: 16 hely (38,38%)
- CDU: 13 hely (32,98%)
- FDP: 5 hely (11,69%)
- Bürgerliste Goslar: 2 hely (5,81%)
- Goslarer Linke: 2 hely (5,75%)
- Grüne: 2 hely (5,35%)

### Polgármesterek
| - 1917–1933: Friedrich Klinge - 1933–1945: Heinrich Droste - 1945: Heinrich Wulfert - 1945: Paul Eyferth - 1945–1946: Dr. Rudolf Wandschneider - 1946: Rudolf Bosse - 1946–1948: Conrad Bruns - 1948–1949: Friedrich Klinge (DP) - 1949–1952: Dr. Hermann Pfaffendorf - 1952–1958: Alexander Grundner-Culemann - 1958–1968: Dr. Hermann Pfaffendorf | - 1968–1972: Wilhelm Degenhardt (CDU) - 1972–1981: Helmut Sander - 1981–1983: Dr. Herbert Werner - 1983–1986: Marta Lattemann - 1986–1988: Helmut Sander - 1988–1991: Dr. Jürgen Paul - 1991–1996: Marta Lattemann-Meyer - 1996–2001: Dr. Otmar Hesse, tiszteletbeli - 2001–2006: Dr. Otmar Hesse (SPD) - 2006 óta: Henning Binnewies (SPD) |

### Címerek

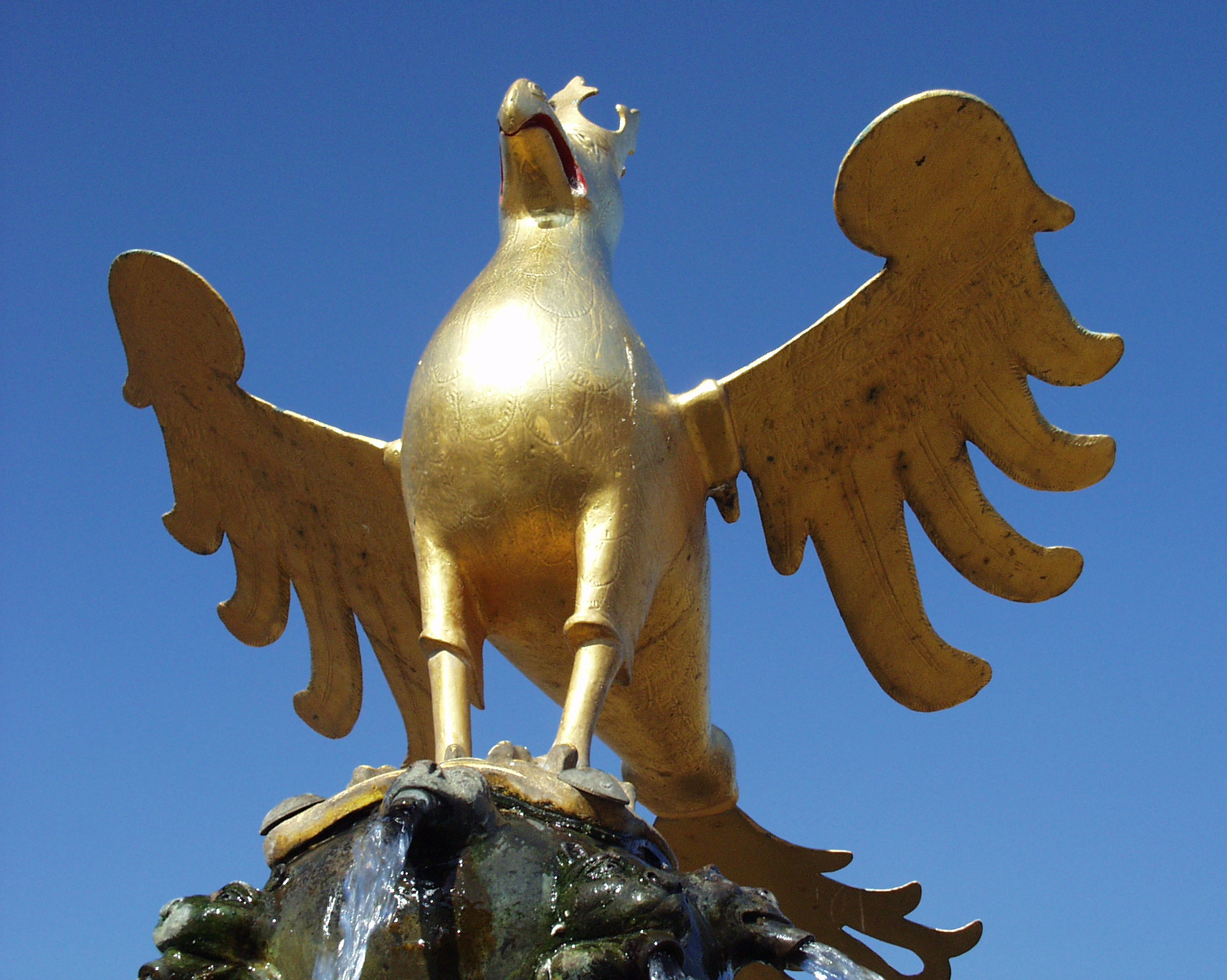
A goslari sas

Az aranyozott alapon van egy feketés-pirosas sas. A címer már a 14. század óta jelen van. Már azelőtt egy évszázaddal is létezett a városnak egy pecsétje, amelyben szerepelt a sas, amely a császárok címerállata is volt egyben. A sas másolata megtalálható a Marktplatz kútján.

## Látnivalók
Goslar elsősorban arról híres, hogy itt található Németországban egy helyen a legtöbb favázas-ház, németül Fachwerkhaus. Mintegy 1800 ilyen technológiával épült ház található a városban.

### Múzeumok
- Goslarer Múzeum

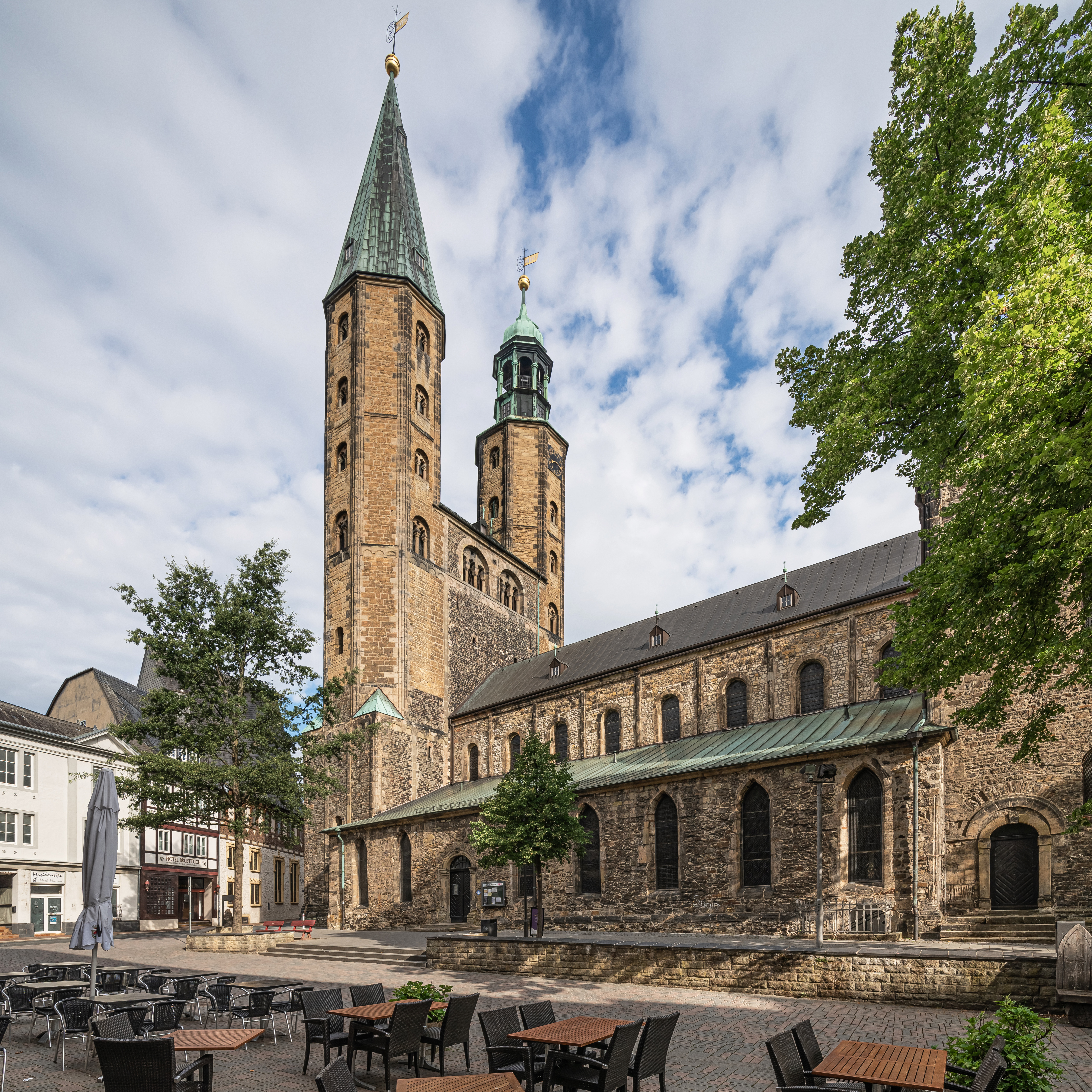
Szt. Martin templom

- Rammelsbergi bányamúzeum (UNESCO-Világörökség)
- A késő középkor múzeuma (a Zwingerben)
- Mönchehaus-Múzeum a modern művészeteknek
- Zinnfiguren-Múzeum
- Hangszer- és babamúzeum
- Vadász-emlékezőhely
- Zwinger
- Heimatstube Hahnenklee

### Építészet
- Rómán stílusú császári rezidencia

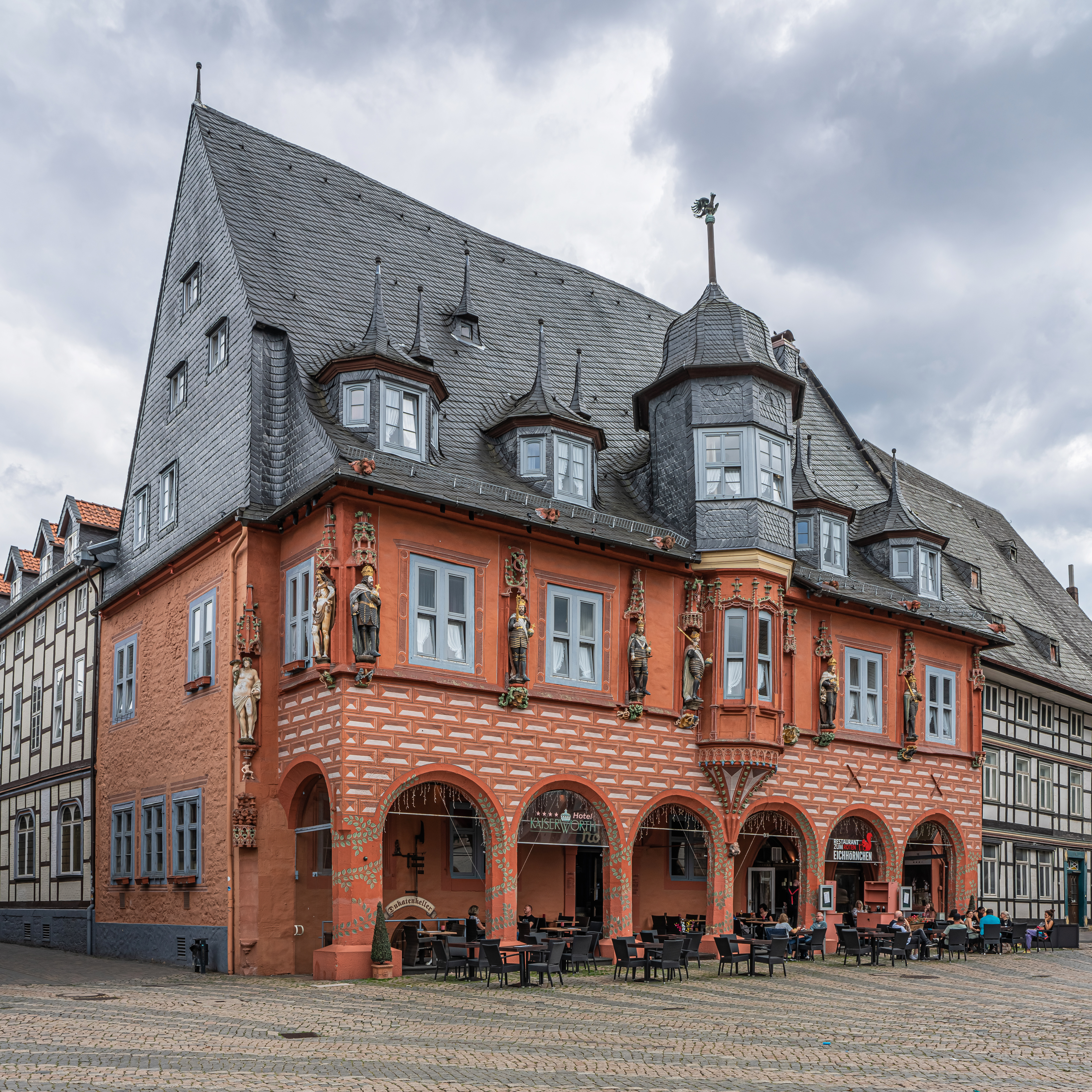
A Kaiserworth

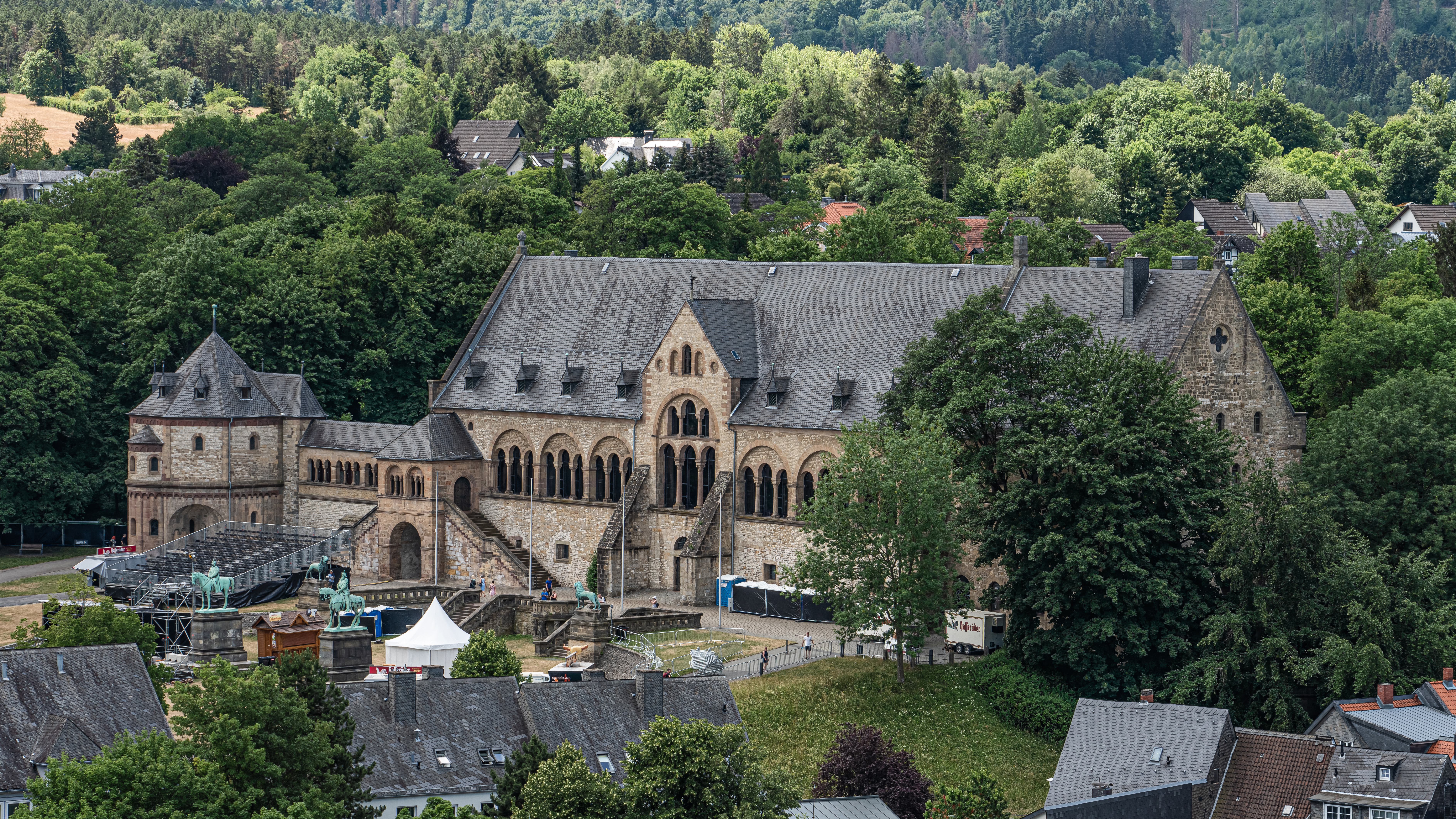
A császári palota

- Marktplatz a gótikus Városházával és az evangélikus Szt. Cosmas és Damian Marktkirchével
- Nagy-Szent-Kereszt (középkori elfekvő)
- Kis-Szent Kereszt
- Dómelőcsarnok (az 1047-es Szt. Simon és Judás Stiftskirche)
- Kaiserworth (Céhek háza 1497-ből, ma hotel)
- Szt. Aegidienkápolna
- Brusttuch (patríciushház 1521-ből)
- Szt. Anne-ház (a legöregebb teljesen épen megmaradt Fachwerkhaus 1488-ból)
- Siemenshaus (A Siemens-család származóháza 1693-ból)
- Lohmühle (korai 16ik század)
- evangélikus Szt. Péter és Pál Kolostortemplom
- evangélikus Stephanikirche (Barokktemplom)
- evangélikus Szt. Mariae in horto Neuwerkkirche (Újépítésú Templom)
- katolikus Szt.-Jakobi-Templom, rómán Templom (1073), 1803 óta katolikus
- Klauskápolna
- Szent György Apátság romjai
- számos történelmi Fachwerkhaus, favázas, oromzatos ház kőből és fából
- Herman Moritz szülőháza
- Városi Erőd ketreccel és Széles Kapuval (Breitem Tor)
- neóromantikus állomásépület

## Közlekedés
Goslarnak autóbusz és 2 vasútállomása van. Az egyik közel az Óvároshoz, a másik az Oker-városrészt szolgálja ki. A vasúti összeköttetés jónak mondható Bad Harzburg és Hannover irányába. A városon keresztülhalad a B6, B82 és a B241-es számú Bundesstraße. A goslari tömegközlekedési vállalat 6 buszvonalat üzemeltet a városban.

## Testvérvárosok
- Arcachon, Franciaország, 1965 óta
- Windsor and Maidenhead, Egyesült Királyság, 1969 óta
- Beroun, Csehország, 1989 óta
- Brzeg, Lengyelország, 2000 óta
- Ra'anana, Izrael, 2007 óta

## Fordítás
- Ez a szócikk részben vagy egészben  a   Goslar című német Wikipédia-szócikk ezen változatának fordításán alapul.  Az eredeti cikk szerkesztőit annak laptörténete sorolja fel. Ez a jelzés csupán a megfogalmazás eredetét és a szerzői jogokat jelzi, nem szolgál a cikkben szereplő információk forrásmegjelöléseként.